# Golconda (Nevada)
Golconda é uma região censitária no sudeste do condado de Humboldt, estado do Nevada, nos Estados Unidos. Segundo o censo efetuado em 2010, a região censitária de Golconda tinha 214 habitantes. Fica localizada ao longo da Interstate 80 e é banhada pelo rio Humboldt no noroeste do estado do Nevada.
O seu nome deve-se à antiga cidade mineira de diamantes, Golconda na Índia.

## História
.

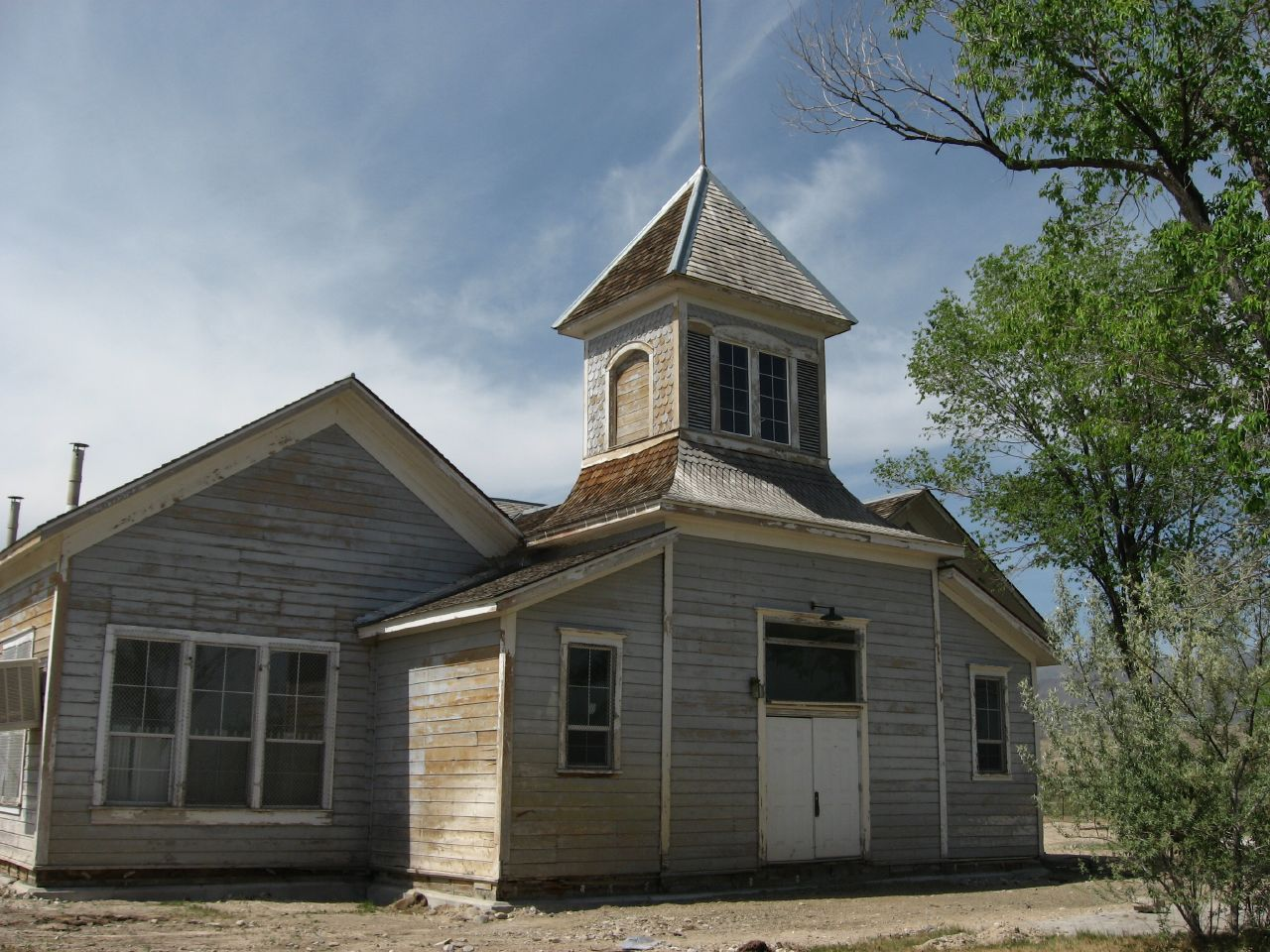
A escola de Golconda, incluída na lista do Registo Nacional de locais históricos no estado do Nevada

Golconda foi fundada quando foi descoberto no seu solo cobre, prata, ouro e chumbo fez com que empreendedores abrissem minas e engenhos mineiros no distrito de Golconda. A vila tinha pessoas de diversas origens franceses, portugueses, paiutes, e chineses que viviam e trabalhavam na pequena comunidade. Entre 1898-1910, a vila tinha um depósito de trens/comboios, vários hotéis, uma escola, lojas, jornais e dois bordéis. Por volta de 1907-1098. a população da vila atingiu cerca de 600 habitantes. Se bem que muitos empreendedores tivessem previsto o crescimento de Golconda, o certo é que após 1910, as minas fecharam, deixando a região transformada numa área de fazendas e ranchos. A maioria dos edifícios da época mineira desapareceram e Golconda é, na atualidade, uma paragem menor na Interstate 80.

## Geografia
Golconda fica situada a uma altitude de aproximadamente 1.300 m, a 19 quilómetros de Winnemucca, a capital do condado, através da cordilheira de Sonoma a 9,2 quilómetros a oeste de   Golconda Summit, um desfiladeiro do Monte Edna. A comunidade de Golconda possui uma estação de correios.
De acordo com o United States Census Bureau,  a região censitária de Golconda tem uma área de 23,4 km2, todos de terra.